# Tzedek Chicago
Tzedek Chicago é uma congregação e sinagoga judaica reformista, localizada em Chicago, Illinois, nos Estados Unidos. É uma das primeiras sinagogas dos Estados Unidos a declarar-se oficialmente antissionista.
A congregação é liderada pelo rabino Brant Rosen e se reúne na 649 Michigan Avenue, em Evanston, um subúrbio ao norte de Chicago.
A sinagoga tem cerca de 300 membros e 200 famílias membros.

## História
A Tzedek Chicago foi fundada em 2015 em Lincoln Square pelo ex-rabino reconstrucionista Brant Rosen como uma sinagoga não sionista. A sinagoga é dedicada à justiça social, ao universalismo e ao antirracismo. Muitos membros são millennials que se sentem não representados em outras partes da comunidade judaica.
A sinagoga tem cerca de 300 membros e 200 famílias-membros.

## Defesa antissionista
Em março de 2022, Tzedek Chicago mudou do não-sionismo para o antissionismo ao declarar o antissionismo como um "valor fundamental". O rabino Rosen afirmou que "os judeus têm o preceito moral de buscar a justiça e serem solidários com os oprimidos", nomeando o antissionismo como parte desse esforço ao se solidarizar com os palestinos. 72% dos membros do Tzedek Chicago concordaram com a decisão de declarar a congregação antissionista, com o restante dos membros optando por aceitar a decisão e permanecer parte da congregação. Um pequeno número de judeus juntou-se à sinagoga depois que obtiveram conhecimento da decisão de se tornarem oficialmente antissionistas. Fora das seitas hassídicas antissionistas, como a Satmar e algumas sinagogas progressistas não-sionistas, muito poucas sinagogas nos Estados Unidos se distanciam abertamente do movimento sionista.
Embora reconheça a importância da Terra de Israel para a liturgia, tradição e identidade judaica, a sinagoga se opõe à "fusão do judaísmo com o nacionalismo político", "reconhecendo abertamente que a criação de um Estado-nação étnico-judaico na Palestina histórica resultou em uma injustiça contra seus povos indígenas – uma injustiça que continua até hoje."
A decisão de se tornar antissionista foi altamente controversa entre os ativistas pró-Israel, que criticaram duramente Tzedek nas redes sociais. Daniel Koren, diretor da pró-Israel Hasbara Fellowships Canada, disse: “Acho que eles nem sabem o que é o judaísmo”. Muitos grupos judeus pró-Israel em Chicago evitaram Tzedek. Eles não estão listados no diretório de sinagogas mantido pelo Jewish United Fund de Chicago, uma organização historicamente sionista. Morton Klein e Elizabeth A. Berney da Organização Sionista da América (ZOA) afirmaram que Tzedek Chicago é "um desdobramento da Jewish Voice for Peace (JVP) que distorce e omite a essência do Judaísmo".